# Silvia Braslavsky
Silvia Elsa Braslavsky (sinh ngày 5 tháng 4 năm 1942 tại Buenos Aires) là một nhà hóa học người Argentina. Cô là con gái của nhà giáo dục Berta Perelstein de Braslavsky và nhà hóa sinh Lázaro Braslavsky, và em gái của Cecilia Braslavsky, nhà giáo dục và là giám đốc trước đây của Văn phòng Giáo dục Quốc tế của UNESCO. Cô có hai con gái là nhà xã hội học Paula-Irene Villa Braslavksy và Carolina Klockow.
Braslavsky đã làm việc rất nhiều trong lĩnh vực quang sinh học và cô là một chuyên gia về quang điện thực nghiệm. Cô là nhà khoa học nghiên cứu cao cấp và giáo sư tại Viện hóa học phóng xạ (nay đổi tên thành Hóa sinh học) Max Planck cho đến khi nghỉ hưu vào năm 2007.

## Công việc
Braslavsky học hóa học tại Đại học Buenos Aires. Trong khi là một trợ lý nghiên cứu tại Santiago de Chile, cô đã bảo vệ bằng tiến sĩ tại Đại học Buenos Aires. Sau các vị trí tạm thời tại Đại học bang Pennsylvania (1969-1972), Đại học Quốc gia Rio Cuarto, Argentina (1972-1975), một lần nữa là Bang Pennsylvania (1975) và Đại học Alberta ở Edmonton, Canada (1975), cô chuyển đến Viện hóa học phóng xạ Max Planck ở Mülheim, Đức (1976) và ở lại cho đến khi nghỉ hưu năm 2007.
Braslavsky giữ nhiều vị trí chính thức trong lĩnh vực khoa học hóa học. Từ năm 2000, cô là chủ tịch của tiểu ban IUPAC về quang hóa. Từ năm 2006, cô là thành viên tương ứng của CONICET và là thành viên của ủy ban cố vấn khoa học quốc tế của INQUIMAE (Viện Hóa học Vật liệu, Môi trường và Năng lượng). Hiện tại, cô là chủ tịch và người tổ chức chính của Hội nghị quốc tế về Quang sinh học lần thứ 16, sẽ được tổ chức tại Cordoba, Argentina vào năm 2014. Từ năm 2010, cô là thành viên của hội đồng đại diện của RCAA (Red de Científicos Argentinos en Alemania, tức là Mạng lưới các nhà khoa học Argentina ở Đức).

## Giải thưởng
- năm 1998, cô là người phụ nữ đầu tiên được trao giải thưởng nghiên cứu của Hiệp hội Quang sinh học Hoa Kỳ.[3]
- năm 2004, cô được trao tặng giải Elhuyar-Goldschmidt của Tổ chức xã hội hóa học Tây Ban Nha và Đức.[4]
- Năm 2008, cô là người phụ nữ đầu tiên được trao giải thưởng Doctor Honoris Causa từ Đại học Ramon Llull, Barcelona, Tây Ban Nha.[5]
- Năm 2011, cô được Bộ trưởng Bộ Khoa học (MINCYT) tại Argentina trao tặng Giải thưởng Ra Races của Argentina để công nhận sự tham gia của cô cho sự hợp tác khoa học giữa Argentina và Đức.[6]

## Công trình nghiên cứu
- "Time-Resolved Photothermal and Photoacoustic Methods Applied to Photoinduced Processes in Solution", S.E. Braslavsky, G.E. Heibel, Chem. Rev. 92, 1381-1410 (1992). doi: 10.1021/cr00014a007
- "Effect of Solvent on the Radiative Decay of Singlet Molecular Oxygen a(1Δg)", R.D. Scurlock, S. Nonell, S.E. Braslavsky, P.R. Ogilby, J. Phys. Chem. 99, 3521-3526 (1995). doi: 10.1021/j100011a019
- '"Glossary of Terms Used in Photochemistry'", 3rd Version (IUPAC Recommendations 2006), S.E.Braslavsky, Pure Appl. Chem. 79, 293-461 (2007). doi:10.1351/pac200779030293
- '"Glossary of Terms Used in Photocatalysis and Radiation Catalysis'" (IUPAC recommendations 2011) S.E. Braslavsky, A.M. Braun, A.E. Cassano, A.V. Emeline, M.I. Litter, L. Palmisano, V.N. Parmon, N. Serpone, Pure Appl. Chem. 83, 931-1014 (2011). doi:10.1351/PAC-REC-09-09-36

## Liên kết mở rộng
- Homepage at MPG
- Complete list of publications
- IUPAC Subcommittee on Photochemistry[liên kết hỏng]
- Homepage of 16th International Congress of Photobiology